# Aleksandr Gretsjaninov

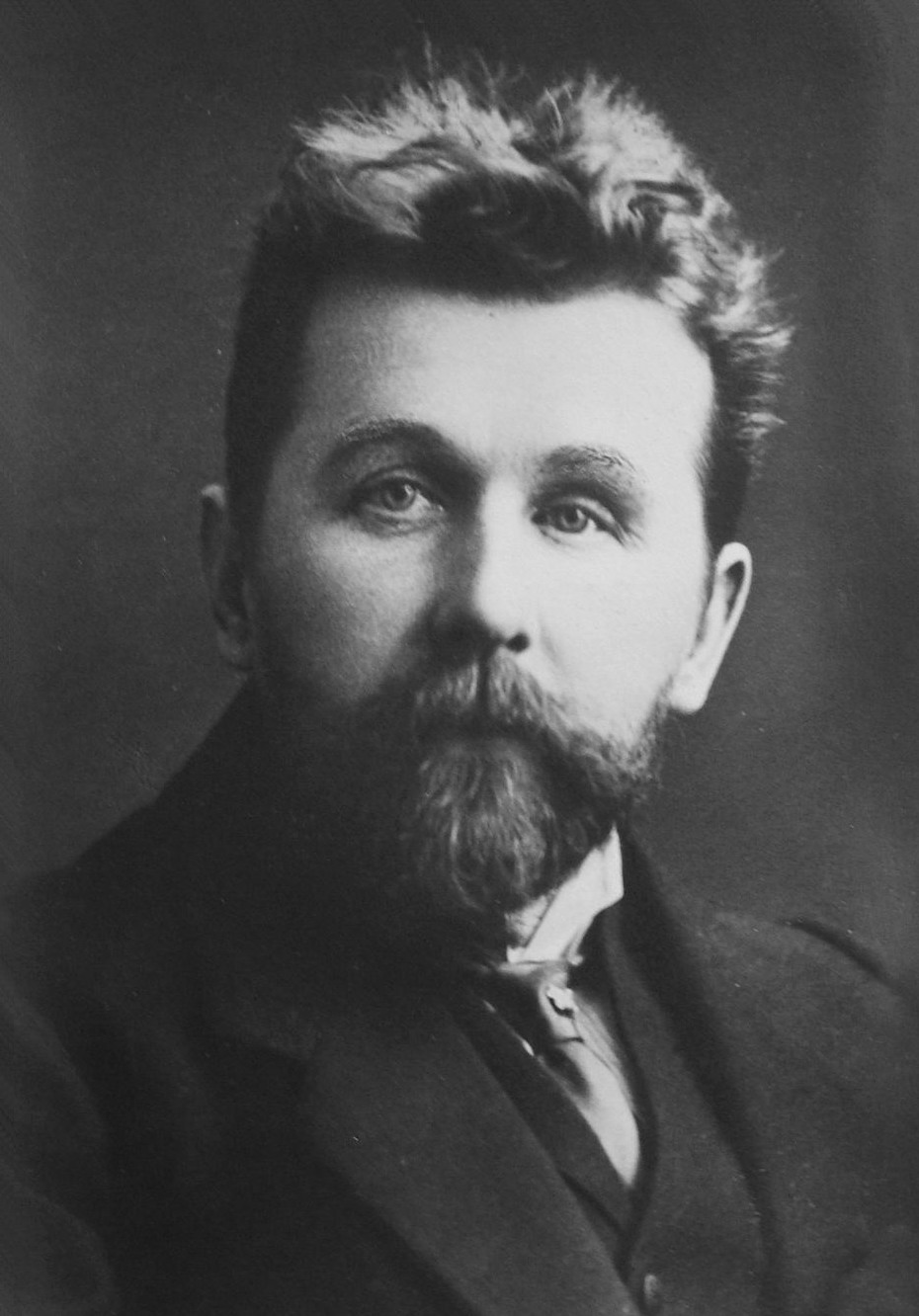
Aleksandr Gretsjaninov

Aleksandr Tichonovitsj Gretsjaninov (Russisch: Александр Тихонович Гречанинов) (Moskou, 25 oktober 1864 – New York, 3 januari 1956) was een Russische componist.

## Biografie
Gretsjaninov studeerde, hoewel hij uit een winkeliersmilieu kwam, aan het Conservatorium van Moskou. Zijn ouders wilden dat eigenlijk niet; zij wilden dat hun zoon hen opvolgde in de winkel. Hij kreeg les van Vasili Safonov, Sergej Tanejev en Anton Arenski. In 1890 ging hij na een geschil met Arenski naar het Conservatorium van Sint-Petersburg en kreeg daar les van Nikolaj Rimski-Korsakov. Rimski en Gretsjaninov bleven voor altijd bevriend. In ongeveer 1925 vestigde hij zich in Parijs; weer later vertrok hij naar de Verenigde Staten.

## Oeuvre
Hij schreef een aantal opera's, vijf symfonieën, toneelmuziek, maar werd vooral geprezen om zijn muziek voor kinderen en de Russisch-orthodoxe Kerk (44 liturgieën), waaronder Passieweek. Ook componeerde hij concerten voor cello, viool en fluit, vier strijkkwartetten, missen en motetten.

### Orkestwerken
- Symfonie nr. 1 in b-mineur op. 6 (1894)
- Symfonie nr. 2 in A-majeur op. 27 "Pastorale" (1902-09)
- Symfonie nr. 3 in E-majeur op. 100 (1920-24)
- Symfonie nr. 4 in C-majeur op. 102 (1923/24)
- Symfonie nr. 5  g-mineur op. 153 (1936-38)
- toneelmuziek

### Soloconcerten
- Celloconcert in a-mineur op. 8 (1895)
- Vioolconcert op. 132 (1932)
- Concert voor fluit, harp en strijkorkest orkest op. 159 (1938)

### Opera's
- "Dobrynja Nikititsj" op. 22 (1895-1901)
- "Soeur Beatrice" op. 50 (1908-10)
- "De droom van de Christusboompjes", kinderopera op. 55 (1911)
- "De kater, de haan en de vos", kinderopera op. 103 (1924)
- "De bruiloft" op. 180 (1946)

### Vocale muziek
- "1e liturgie van de heilige Johannes Chrysostomos" op. 13 (1897)
- "2e liturgie van de heilige Johannes Chrysostomos" op. 29 (1901)
- "De Passieweek" op. 58 (1911-12)
- "Missa oecumenica" op. 142 (1933-36)
- "Missa festiva" op. 154 (1937)
- "Et in terra pax", mis op. 166 (1942)
- "Hymne op een vrij Rusland" (1917)
- "Vers la victoire" (1943)
- 5 liederen op. 1, op tekst van Aleksej Plesjtsjejev, Aleksej Tolstoj en Michail Lermontov
- 4 liederen op. 5 (1894) op tekst van o.a. Aleksej Plesjtsjejev
- Flocons de neige voor zangstem en piano op. 47 (1910) op tekst van Michel Dimitri Calvocoressi
- andere liederen/kinderliederen

### Pianomuziek
- Sonate nr. 1 in g-mineur op. 129 (1931)
- Sonate nr. 2 op. 174 (1942)
- 5 pastels op. 3 (1894)
- Pastelle nr. 2, op. 61 (1913)
- Livre d'enfants, op. 98 (1923)
- On the Green Meadow, op. 99 (1924)
- 2 sonatines op. 110
- Historiettes op. 118 (1930)
- Pianostukken op. 158
- andere kleinere stukken

### Overige kamermuziek
- 4 strijkkwartetten (nr. 1 in G-majeur op.2, [1892/93], nr. 2 in d-mineur op. 70, [1913/14], nr. 3 in c-mineur op. 75, [1915/16], nr. 4  in F-majeur op. 124, [1929])
- 2 pianotrio's (nr. 1 in c-mineur op. 38 [1906], nr. 2 in G-majeur op. 128, [1930/31])
- 2 vioolsonates (nr. 1 in D-majeur op. 87, 1918/19, nr. 2 c-Moll op. 137, 1933)
- Cellosonate in e-mineur op. 113 (1927)
- "In aller Frühe" op. 126b voor cello en piano
- Nocturne, Op. 86a voor cello en piano

- Bibsys: 2036471
- Biblioteca Nacional de España: XX1502471
- Bibliothèque nationale de France: cb121920975 (data)
- CiNii: DA09755841
- Gemeinsame Normdatei: 118863533
- International Standard Name Identifier: 0000 0001 2022 291X
- Library of Congress Control Number: n79145180
- Nationale Bibliotheek van Letland: 000038964
- MusicBrainz: b1f170dd-cd12-4148-90f2-1e58aa5400f1
- Bibliotheek van het Japanse parlement: 01053366
- Nationale Bibliotheek van Tsjechië: jn20011210121
- Nationale bibliotheek van Australië: 35478190
- Nationale Bibliotheek van Israël: 987007261898205171
- Nationale en Universitaire bibliotheek Zagreb: 000054611
- Nederlandse Thesaurus van Auteursnamen: 138489831
- Réseau des bibliothèques de Suisse occidentale: 02-A000074411
- LIBRIS: 57269
- SNAC: w6n29xdc
- Système universitaire de documentation: 129320331
- Trove: 967411
- Virtual International Authority File: 22422211
- WorldCat: E39PBJmxXQWd778RGgxqjDHQv3